# Peru op de Olympische Zomerspelen 1992
Peru nam deel aan de Olympische Zomerspelen 1992 in Barcelona, Spanje. Het Zuid-Amerikaanse land won opnieuw een zilveren medaille, ditmaal door toedoen van sportschutter Juan Giha.

## Medailleoverzicht
| Sport       | Olympiër  | Discipline | Medaille |
| ----------- | --------- | ---------- | -------- |
| Schietsport | Juan Giha | skeet      | Zilver   |

## Deelnemers en resultaten

### Atletiek
| Olympiër           | Discipline   | Resultaat | Prestatie                 |
| ------------------ | ------------ | --------- | ------------------------- |
| Juan José Castillo | 10000m (m)   | 40e       | serie 1: 19de in 30.04,60 |
|                    |              |           |                           |
| Ena Guevara        | marathon (v) | 34e       | 3:05.50                   |

### Gewichtheffen
| Olympiër            | Discipline | Resultaat | Prestatie                                                        |
| ------------------- | ---------- | --------- | ---------------------------------------------------------------- |
| Rolando Marchinares | +110kg (m) | 17e       | trekken: 18de met 152,5kg stoten: 16de met 195kg totaal: 347,5kg |

### Kanovaren
| Olympiër    | Discipline     | Resultaat | Prestatie                                     |
| ----------- | -------------- | --------- | --------------------------------------------- |
| Eric Arenas | K-1 slalom (m) | 42e       | run 1: 38ste in 170,02 run 2: 42ste in 170,02 |

### Moderne vijfkamp
| Olympiër             | Discipline | Resultaat | Prestatie |
| -------------------- | ---------- | --------- | --- |
| Luis Alberto Urteaga | mannen     | 65e       | schermen: 61ste met 19 overwinningen zwemmen: 65ste in 3.52,3 schietsport: 59ste met 173 punten atletiek: 37ste in 13.48,2 paardensport: niet gefinisht totaal: 3503 punten |

### Schietsport
| Olympiër       | Discipline | Resultaat | Prestatie                                                                                               |
| -------------- | ---------- | --------- | --- |
| Juan Giha      | skeet      | Zilver    | kwalificatie: 3de met 149 punten (25-25-24-25-25-25) halve finale: 49 punten finale: 2de met 222 punten |
| Francisco Boza | trap       | 25e       | kwalificatie: 25ste met 141 punten (21-25-24-23-24-24)                                                  |

### Tafeltennis
| Olympiër                      | Discipline     | Resultaat | Prestatie                                                                                            |
| ----------------------------- | -------------- | --------- | --- |
| Yair Nathan                   | enkelspel (m)  | 49e       | groep L: 4de V van USA Butler: 0-2 V van TCH Janči: 0-2 V van CRO Primorac: 0-2                      |
| Walter Nathan Yair Nathan     | dubbelspel (m) | 25e       | groep B: 4de V van CHN Lü/Wang: 0-2 V van PRK Choi/Li: 0-2 V van CRO Primorac/Šurbek: 0-2            |
|                               |                |           | |
| Eliana González               | enkelspel (v)  | 33e       | groep P: 3de V van EUN Timina: 0-2 W van NGR Odumosu: 2-0 V van JPN Yamashita-Kaizu: 0-2             |
| Eliana González Magaly Montes | dubbelspel (v) | 25e       | groep A: 4de V van CHN Chen/Gao: 0-2 V van ROU Coisu/Nastase: 0-2 V van GER Schall-Wosik/Struse: 0-2 |

### Tennis
| Olympiër     | Discipline    | Resultaat | Prestatie                                                                                          |
| ------------ | ------------- | --------- | -------------------------------------------------------------------------------------------------- |
| Pablo Arraya | enkelspel (m) | 33e       | 1ste ronde: V van ARG Frana: 2-6, 0-6, 7-6(3), 7-6(3), 2-6                                         |
| Jaime Yzaga  | enkelspel (m) | 17e       | 1ste ronde: W van IND Paes: 1-6, 7-6(4), 6-0, 6-0 2de ronde: V van USA Sampras: 3-6, 0-6, 6-3, 1-6 |

### Wielersport
| Olympiër     | Discipline                    | Resultaat | Prestatie                       |
| ------------ | ----------------------------- | --------- | ------------------------------- |
| Tony Ledgard | individuele achtervolging (m) | 21e       | kwalificatie: 21ste in 4.49,626 |

### Zwemmen
| Olympiër           | Discipline          | Resultaat | Prestatie                     |
| ------------------ | ------------------- | --------- | ----------------------------- |
| Alejandro Alvizuri | 100m rugslag (m)    | 29e       | serie 2: 1ste in 57,72 (NR)   |
| Alejandro Alvizuri | 200m rugslag (m)    | 20e       | serie 2: 1ste in 2.03,10 (NR) |
| Alejandro Alvizuri | 200m wisselslag (m) | 45e       | serie 2: 4de in 2.15,10       |
|                    |                     |           |                               |
| Claudia Velásquez  | 100m schoolslag (v) | 39e       | serie 1: 2de in 1.17,80       |
| Claudia Velásquez  | 200m schoolslag (v) | 37e       | serie 1: 5de in 2.47,31       |

Albanië · Algerije · Amerikaanse Maagdeneilanden · Amerikaans-Samoa · Andorra · Angola · Antigua en Barbuda · Argentinië · Aruba · Australië · Bahama's · Bahrein · Bangladesh · Barbados · België · Belize · Benin · Bermuda · Bhutan · Bolivia · Bosnië en Herzegovina · Botswana · Brazilië · Britse Maagdeneilanden · Bulgarije · Burkina Faso · Canada · Centraal-Afrikaanse Republiek · Chili · China · Chinees Taipei · Colombia · Congo-Brazzaville · Cookeilanden · Costa Rica · Cuba · Cyprus · Denemarken · Djibouti · Dominicaanse Republiek · Duitsland · Ecuador · Egypte · El Salvador · Equatoriaal-Guinea · Estland · Ethiopië · Fiji · Filipijnen · Finland · Frankrijk · Gabon · Gambia · Gezamenlijk team · Ghana · Grenada · Griekenland · Groot-Brittannië · Guam · Guatemala · Guinee · Guyana · Haïti · Honduras · Hongarije · Hongkong · Ierland · IJsland · India · Indonesië · Irak · Iran · Israël · Italië · Ivoorkust · Jamaica · Japan · Jemen · Jordanië · Kaaimaneilanden · Kameroen · Kenia · Koeweit · Kroatië · Laos · Lesotho · Letland · Libanon · Libië · Liechtenstein · Litouwen · Luxemburg · Madagaskar · Malawi · Malediven · Maleisië · Mali · Malta · Marokko · Mauritanië · Mauritius · Mexico · Monaco · Mongolië · Mozambique · Myanmar · Namibië · Nederland · Nederlandse Antillen · Nepal · Nicaragua · Nieuw-Zeeland · Niger · Nigeria · Noord-Korea · Noorwegen · Oeganda · Oman · Oostenrijk · Pakistan · Panama · Papoea-Nieuw-Guinea · Paraguay · Peru · Polen · Portugal · Puerto Rico · Qatar · Roemenië · Rwanda · Saint Vincent‑Grenadines · Salomonseilanden · Samoa · San Marino · Saoedi-Arabië · Senegal · Seychellen · Sierra Leone · Singapore · Slovenië · Soedan · Spanje · Sri Lanka · Suriname · Swaziland · Syrië · Tanzania · Thailand · Togo · Tonga · Trinidad en Tobago · Tsjaad · Tsjecho-Slowakije · Tunesië · Turkije · Uruguay · Vanuatu · Venezuela · Verenigde Arabische Emiraten · Verenigde Staten · Vietnam · Zaïre · Zambia · Zimbabwe · Zuid-Afrika · Zuid-Korea · Zweden · Zwitserland · Onafhankelijke olympische deelnemers